# Dimorphodon

Dimorphodon  a fost un gen de pterosauri de dimensiuni medii din perioada Jurasică timpurie. A fost numit de paleontologul Richard Owen în 1859. Dimorphodon înseamnă „dinte cu două forme”, derivat din grecescul δι (di) care înseamnă „doi”, μορφη (morphe) care înseamnă „formă” și οδων (odon) care înseamnă „dinte”, referindu-se la faptul că avea două tipuri distincte de dinți în fălci - ceea ce este relativ rar în rândul reptilelor. Dimorphodon a locuit Europa.